# 聖座大使

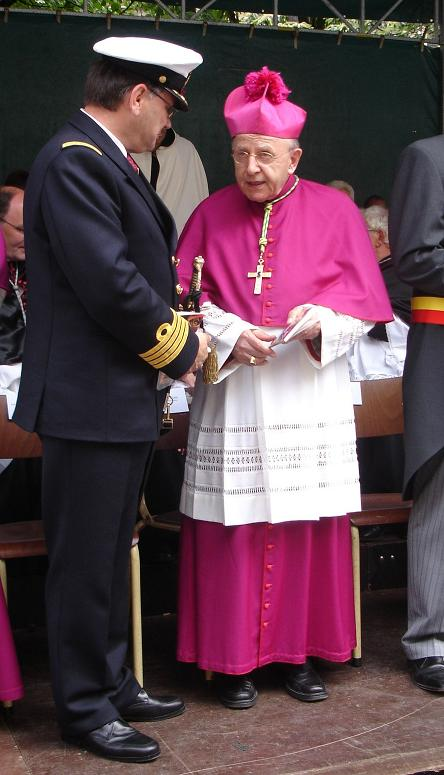
嘉祿-若瑟·劳勃总主教，聖座驻比利时和卢森堡大使

聖座大使（拉丁語：Nuntius apostolicus）或稱宗座大使，是圣座的一个外交官衔，教皇使节的一种，来自古拉丁语词汇「Nuntius」（使节）。

## 術語与历史
聖座大使是圣座對一個國家或國際組織（例如，阿拉伯聯盟）常駐的外交代表或外交使團團長，外交使節身分之職稱，通常該大使也會有天主教教會的主教身分。根據1961年签订的《維也納外交關係公約》，一個聖座大使擁有一般外交使節之身份。然而，《維也納外交關係公約》也规定所駐國除了教廷大使之外，也可要求其他使節派駐，且也可派駐不論資格的大使於圣座。
此外，聖座大使也兼任圣座和所駐國的全國或地區的羅馬天主教教區主教團之間的聯絡者。
準大使是專指派駐使節前往非天主教國家的大使，等同一般大使。